# Badminton-Bundesliga 1974/75
Die Badminton-Bundesligasaison 1974/75 bestand aus 14 Spieltagen im Modus "Jeder-gegen-jeden" mit Hin- und Rückspiel. Meister wurde souverän der 1. BV Mülheim. Absteigen mussten der Merscheider TV und VfL Bochum.

## Endstand
| Platz | Verein | Spiele | Spielpunkte | Punkte |
| ----- | --- | ------ | ----------- | ------ |
| 1.    | 1. BV Mülheim (Gerhard Kucki, Horst Lösche, Karl-Heinz Garbers, Kurt Link, Karin Kucki, Karin aus dem Siepen, Antonie Schwabe, Karin Schäfers) | 14     | 81:31       | 26:02  |
| 2.    | 1. BC Beuel (Roland Maywald, Karl-Heinz Zwiebler, Alfred Kreutzberg, Reiner Wodey, Rolf Zizmann, Marieluise Zizmann, Eva-Maria Kranz)          | 14     | 74:38       | 23:05  |
| 3.    | TuS Wiebelskirchen (Arno Schley, Rupert Lebmeier, Helmut Streit, Karl Geisler, Vera Martini, Monika Schönsteiner)                              | 14     | 62:50       | 17:11  |
| 4.    | VfL Wolfsburg (N) | 14     | 50:62       | 13:15  |
| 5.    | SV Helios Berlin | 14     | 49:63       | 10:18  |
| 6.    | FC Bayer 05 Uerdingen (N) | 14     | 45:67       | 09:19  |
| 7.    | VfL Bochum | 14     | 46:66       | 07:21  |
| 8.    | Merscheider TV | 14     | 41:71       | 07:21  |